# Sonia Mazza
Sonia Mazza (Modena, 22 aprile 1972) è una doppiatrice italiana.

## Biografia
In attività dal 1988, ha doppiato Andrea del Boca in varie occasioni e Ana Colchero in Ali del destino.
È attiva presso gli studi di Torino e di Milano.

## Doppiaggio

### Film
- Winona Ryder in The Ten
- Nivedita Joshi in King Uncle
- Suzanne Clément in Laurence Anyways e il desiderio di una donna...
- Gretchen Mol in Anesthesia
- Lisa Vidal in Art Squad - Gli artisti del furto

### Film d'animazione
- Sonoko Suzuki in Detective Conan - Fino alla fine del tempo, Detective Conan - L'asso di picche, Detective Conan - L'ultimo mago del secolo, Detective Conan - Solo nei suoi occhi, Detective Conan - Trappola di cristallo e Detective Conan - Il fantasma di Baker Street
- Reina in Ken il guerriero - La leggenda di Hokuto, Ken il guerriero - La leggenda di Raoul
- Cindy in The Magic Riddle
- Piedino in 6 film (dal VII al XII) di Alla ricerca della Valle Incantata
- Jenna in Balto - Sulle ali dell'avventura
- Necil ne La leggenda di Santa Claus
- Michiko Azuma ne Harmageddon - La guerra contro Genma
- Piuma in Piuma, il piccolo orsetto polare
- Vuk in Vuk il cucciolo di volpe
- Dragon Ball - La leggenda delle sette sfere - Pasta, madre di Panjee (ridoppiaggio 2001)
- Madame Rognette in Fievel - Il mistero del mostro della notte

### Serie animate
- Aramis nell'OAV D'Artagnan e i moschettieri del re
- Kilari Tsukishima in Kilari
- Eva Kant in Diabolik
- Narratrice, Anatra e Castoro in Franklin
- Ragazzo dello spazio (2ª voce) in Rolie Polie Olie
- Laura in Hamtaro
- Sonoko Suzuki (3ª voce) in Detective Conan
- Agente Jenny (1ª voce) in Pokémon
- Mai Valentine in Yu-Gi-Oh!
- Robin in Let's & Go - Sulle ali di un turbo
- Sissi Delmas in (1ª voce) Code Lyoko
- Shizuru Kuwabara in Yu Yu Hakusho
- Kate in Kate e Julie
- Kitana in Mortal Kombat
- Valese in Dragon Ball GT
- Yua Sakurai in Shugo Chara!
- Furetta in Mirmo
- Yasmeen in Supermodels
- Daria in Daria (serie 5, 2° film)
- Madame Foster in Gli amici immaginari di casa Foster
- Zelda Spellman in Sabrina, the Animated Series, Sabrina: La mia vita segreta
- Jasmine in Pokémon: Master Quest

### Serie televisive
- Cobie Smulders in How I Met Your Mother
- Joely Richardson in Nip/Tuck
- Kathryn Erbe in Law & Order: Criminal Intent
- Kerry Bishé in Halt and Catch Fire
- Caroline Dhavernas in Mary Kills People
- Doris Schretzmayer in I misteri di Mondsee[2]
- Marina Black in Jake 2.0
- Annie Wersching in The Rookie

### Soap opera e telenovelas
- Tricia Cast, Camryn Grimes, Yolanda Lloyd Delgado, Melissa Morgan, Julie Pinson, Lisa Canning, Adrienne Frantz in Febbre d'amore
- Melissa Reeves in Il tempo della nostra vita
- Jessica Boehrs, Isis Krüger, Bojana Golenac, Katja Rosin in Tempesta d'amore
- Bénédicte Delmas in Saint Tropez
- Anne Decis in Bella è la vita
- Andrea del Boca in Antonella, Celeste, Celeste 2, Perla nera, Zingara, Stellina
- Adela Noriega in Libera di amare, Il segreto della nostra vita, La debuttante
- Ana Colchero in Valeria e Massimiliano, Ali del destino, Tu sei il mio destino
- Gloria Carrá in Per Elisa, Ti chiedo perdono
- Cristina Karman in Maddalena
- Camila Morgado in Garibaldi, l'eroe dei due mondi
- Cecilia Dopazo in Batticuore
- Leticia Calderón in Esmeralda
- Rosalinda Serfaty in Vendetta d'amore
- Paty Diaz in Regina
- Silvia Cichello in Valeria
- Micaela Brandoni in Ribelle
- Cláudia Abreu in La forza del desiderio
- Petite Kutleza in Señora
- Cristina Oliveira in Pantanal
- Maricielo Effio in Eredità d'amore
- Lucero in Marcellina
- Leonor Benedetto in Un amore eterno
- Maria Figueras in I due volti dell'amore
- Gabriela Platas in Huracan
- Irma Lozano in Piccolo amore
- Flávia Alessandra in Vento di passione
- Vivianne Pasmanter in Alen
- Gabriela Duarte in La scelta di Francisca
- Gabriela Roel in Amore senza tempo
- Mónica Estarreado in Per sempre
- Elena González in Una vita

### Programmi televisivi
- Natalia in The Renovators - Case fai da te